# Magnolia (Minnesota)
Magnolia és una població dels Estats Units a l'estat de Minnesota. Segons el cens del 2000 tenia 221 habitants.

## Demografia
Segons el cens del 2000, Magnolia tenia 221 habitants, 79 habitatges, i 57 famílies. La densitat de població era de 82,8 habitants per km².
Dels 79 habitatges en un 36,7% hi vivien nens de menys de 18 anys, en un 64,6% hi vivien parelles casades, en un 6,3% dones solteres, i en un 26,6% no eren unitats familiars. En el 22,8% dels habitatges hi vivien persones soles l'11,4% de les quals corresponia a persones de 65 anys o més que vivien soles. El nombre mitjà de persones vivint en cada habitatge era de 2,8 i el nombre mitjà de persones que vivien en cada família era de 3,31.
Per edats la població es repartia de la següent manera: un 33,5% tenia menys de 18 anys, un 5,4% entre 18 i 24, un 28,1% entre 25 i 44, un 19,5% de 45 a 60 i un 13,6% 65 anys o més.
L'edat mediana era de 34 anys. Per cada 100 dones de 18 o més anys hi havia 86,1 homes.
La renda mediana per habitatge era de 36.000 $ i la renda mediana per família de 36.500 $. Els homes tenien una renda mediana de 30.500 $ mentre que les dones 21.875 $. La renda per capita de la població era de 13.427 $. Entorn del 5,2% de les famílies i el 6,1% de la població estaven per davall del llindar de pobresa.

## Poblacions més properes
El següent diagrama mostra les poblacions més properes.